# Église Sainte-Croix de Tours
Pour les articles homonymes, voir Église de la Sainte-Croix.
L'église Sainte-Croix de Tours  une ancienne église paroissiale de la commune française de  Tours, dans le département d'Indre-et-Loire.
Construite au XIe siècle puis remaniée du XIIe au XVe siècle, elle est partiellement inscrite comme monument historique par arrêté du 19 décembre 1939.

## Localisation

OpenStreetMap Tracé de l'enceinte de Châteauneuf.

L'église s'élève dans le Vieux-Tours, entre la rue de Châteauneuf au sud et la rue Henri-Royer à l'ouest. Cet emplacement se trouve, dès le Xe siècle, dans la partie nord-ouest de l'enceinte de Châteauneuf, et la rue Henri-Royer est une survivance moderne de la voie longeant intérieurement cette enceinte. L'église se trouve dans la partie de la ville médiévale réservée aux laïcs, la partie méridionale constituant le quartier canonial.
Cet édifice religieux respecte l'orientation généralement retenue pour les églises chrétiennes, chœur à l'est et nef tournée vers l'ouest.

## Historique
Un monastère sous le vocable de Sainte-Croix est fondé à Tours par Euphrône de Tours ou Grégoire de Tours au VIe siècle. En 1079, il est rattaché à l'abbaye de Bourgueil. Une chapelle est déjà mentionnée en 855. La paroisse Sainte-Croix de Tours est créée en 1203 et supprimée en 1782.
L'église qui remplace la chapelle initiale est construite à la fin du XIe siècle ou au début du XIIe siècle, comprenant une nef d'une travée, un transept muni de deux absidioles et un chœur. Elle est remaniée à la fin du XIIe siècle et au XIIIe siècle (ajout de voûtes maçonnées, reprise du transept côté nord), mais une importante transformation, construction d'un collatéral côté sud entraînant la destruction du transept côté sud, intervient en 1480 à l'initiative de la famille Berthelot. Ce collatéral est en grande partie détruit à une date ultérieure,. Après la suppression de la paroisse, elle doit être démolie comme deux autres églises paroissiales désaffectées voisines, mais ce n'est pas le cas.
À l'exception de sa façade sud et de ses planchers et cloisons internes, le bâtiment est inscrit comme monument historique par arrêté du 19 décembre 1939. La cure, contiguë au mur gouttereau nord de sa nef, est elle aussi inscrite comme monument historique.

## Architecture

Plan de l'église et de sa cure.

L'ancienne église se compose, au XXIe siècle, d'une nef d'une seule travée, d'un transept et d'un chœur terminé par un chevet plat. La croix du transept et le chœur sont moins large que la nef. La voûte de la nef, de style gothique de l'Ouest, repose sur des piles romanes. Sa façade occidentale est profondément modifiée au XVe siècle par la construction d'un bâtiment qui s'appuie sur elle.
La partie nord du transept, voûtée d'un berceau en plein cintre, est reliée à la croix du transept par une large ouverture en plein cintre. Elle se prolonge à l'est par une chapelle couverte d'une voûte dite « angevine », du même style que celui de la nef. Le chœur, terminé par un chevet plat, n'est éclairé que par deux baies du côté septentrional.
À la fin du XVe siècle, un collatéral, au sud et construit contre la nef. Il se prolonge vers l'est en remplaçant l'aile méridionale du transept puis la chapelle méridionale du chœur. Relié au vaisseau principal par des arcades en arc brisé, il est en grande partie détruit par des modifications ultérieures. L'arcade qui reliait ce collatéral au transept est encore visible au XXIe siècle, transformée en baie extérieure au-dessus des bâtiments récents. Les autres parties de l'édifice sont masquées par des bâtiments plus récents appuyés sur l'église.